# Sjeverna Osetija-Alanija
Republika Sjeverna Osetija-Alanija (ruski: Респу́блика Се́верная Осе́тия–Ала́ния, čitaj Respublika Sjevernaja Asetija-Alanija; osetski:  Цӕгат Ирыстоны Аланийы Республикӕ, u prijeslovu: Căgat Irystony Alanijy Respublikă) je federalni subjekt u Rusiji.  

## Zemljopis
Republika se nalazi na sjevernom Kavkazu. Sjeverni dio republike se nalazi u Stavropoljskoj ravnici. Postotno, 22% površine ove republike je pod šumama.
- Površina: 8000 km²
  - Granice:
  - unutarnje: Kabardino-Balkarija (Z/SZ/S), Stavropoljski kraj (S),  Čečenija (SI/I), Ingušetija (I/SI)
  - međunarodne: Gruzija (uključujući Južnu Osetiju) (SE/S/SW)
- Najviši vrh: Džimara, 4780 m
- Najveća udaljenost sjever-jug: 130 km.
- Najveća udaljenost istok-zapad: 120 km.

### Rijeke
Sve rijeke u ovoj republici su u porječju rijeke Tereka. Najveće rijeke su:
- Terek (~600 km)
- Uruh (104 km)
- Ardon (101 km)
- Kambilejevka (99 km)
- Gizeldon (81 km)
- Fiagdon
- Sunža

### Planine
Svo gorje u ovoj ruskoj republici su dijelom Kavkaza. Najviši vrhovi su Džimara (4780 m) i Ulipata (4638 m).

### Prirodna bogatstva
Od prirodnih bogatstava, u Sjevernoj Osetiji-Alaniji postoje nalazišta bakra, cinka, mineralnih voda, nedirnute zalihe nafte i zemnog plina. Republika je bogata i šumskim bogatstvima, odnosno drvom, a od energetskih izvora valja spomenuti hidroenergiju.

### Klima
Klima je umjereno kontinentalna.
- Prosječna siječanjska temperatura: –5°C
- Prosječna srpanjska temperatura: +24°C
- Prosječna godišnja količina padalina: 400 – 700 mm u nizinskom dijelu, preko 1000 mm u gorju

## Stanovništvo
Oseti u Sjevernoj Osetiji su većinom kršćani, uz manju muslimansku manjinu. Govre osetskim i ruskim jezikom.
U Sjevernoj Osetiji-Alaniji živi velika zajednica neizvornih Inguša i Armenaca.
Dijel Inguša je odselio u Ingušku raspadom SSSR-a i izbijanjem međunacionalnih sukoba u ovim prostorima. U isto vrijeme, izbjeglice iz susjednih republika, većinom Južne Osetije su se preselile u Sjevernu Osetiju.
Sve skupa, preko 90 različitih naroda živi u Alaniji, a pored četiri najveće zajednice, Oseta, Rusa, Inguša i Armenaca, živu i Gruzijci, Židovi, Azeri, Asirci, Grci, dagestanski narodi, Nijemci , Tatari i ini. Udjeli su idući: 
- Oseti 53 %
- Rusi 30 %
- Inguši 5 %
- Armenci 2 %
- ostali 10 %

- Broj stanovnika: 710.275 (2002.)
  - gradsko: 464.875 (65,5%)
  - selsko: 245.400 (34,5%)
  - muškaraca: 336.035 (47,3%)
  - žena: 374.240 (52,7%)
- žena na 1000 muškaraca: 1114
- Prosječna dob: 33,8 g.
  - u gradu: 34,2 g.
  - na selu: 32,9 g.
  - muška: 30,4 g.
  - ženska: 36,9 g.
- Broj domaćinstava: 200.191 (sa 690.806 st.)
  - gradskih: 143.397 (s 447.884 st.)
  - selskih: 56.794 (s 242.922 st.)
- Prosječna očekivana životna dob: nema podataka

## Vjera
Najviše pripadnika imaju pravoslavni kršćani i Islam.

## Najveći gradovi
- Vladikavkaz 314.500
- Mozdok 41.800
- Beslan 35.600
- Alagir 20.500
- Ardon 17.000

## Politika
Predsjednik Vlade je u Alaniji je i predsjednik republike.
Od 2005., predsjednik je Taimuraz Dzambekovič Mamsurov.  Mamsurov je naslijedio Aleksandra Sergejeviča Dzasohova, koji je dragovoljno napustio svoj položaj 31. svibnja 2005. godine.

## Kultura
Postoji šest profesionalnih kazališta.

## Znanost i prosvjeta
Najvažnije visokoškolske i akademske ustanove su:
- Sjevernokavkasko državno tehnološko sveučilište
- Sjevernokavkasko državno sveučilište
- Sjevernokavkaska državna medicinska akademija
- Gorsko državno poljodjelsko sveučilište

Sve se nalaze u Vladikavkazu.

## Gospodarstvo
Usprkos neizbježnog gospodarskog tereta brojnih izbjeglica, Sjeverna Osetija je najbolje stojeća republika na Sjevernom Kavkazu. Najurbaniziranija je, s brojnim tvornicama za proizvodnju kovina (olovo, cink, volfram itd.), elektrotehnička, kemijska i prehrambena industrija (prerada hrane).
Domaće poljodjelstvo je usredotočeno na stočarstvo, prvenstveno ovčarstvo i kozarstvo, a od ratarstva, uzgoj žitarica, voća i pamuka.

### Promet
Postoji zračna luka u Vladikavkazu. Prometna podgradnja je dobro razvijena, a željezničke pruge i ceste su glavne prometnice.
Poznata Gruzijska ratna cesta spaja Vladikavkaz s Prekokavkazjem.

## Vanjske poveznice

### Opće
- Službene stranice Predsjednika Republike  Arhivirana inačica izvorne stranice od 6. lipnja 2009. (Wayback Machine).
- Službene stranice Parlamenta Sjeverne Osetije-Alanije  Arhivirana inačica izvorne stranice od 8. prosinca 2006. (Wayback Machine).
- Osetija—povijest, kultura, politika, novosti.
- Svjetlopisi iz Sjeverne Osetije-Alanije (na esperantu).
- Dobrodošli u Sjevernu Osetiju (autorice Tome Kulajeve) (na osetskom).

### Prosvjeta
- Sjevernoosetsko državno sveučilište  Arhivirana inačica izvorne stranice od 16. studenoga 2006. (Wayback Machine).
- Sjevernoosetska državna medicinska akademija  Arhivirana inačica izvorne stranice od 12. ožujka 2007. (Wayback Machine).
- Visoki institut za menedžment  Arhivirana inačica izvorne stranice od 7. studenoga 2006. (Wayback Machine).
- Civilizacijski institut.

### Masmediji
- Elektronička inačica sjevernoosetskog dnevnika Severnaya Osetija  Arhivirana inačica izvorne stranice od 16. siječnja 2007. (Wayback Machine).
- Info o Sjevernoj Osetiji - portal 15. regija(15y Region).